# Мохамед, Фара
Фара Мохамед (род. 1970) — канадская активистка за права женщин, оратор и бизнес-лидер, основавшая G(irls)20, ежегодное мероприятие, объединяющее женщин со всего мира. Ранее она занимала должность генерального директора Фонда Малалы, некоммерческой организации, выступающей за образование девочек. Она провела почти десять лет, работая с канадскими политиками на Парламентском холме.
Фара получила медаль за заслуги перед королевой Елизаветой II и стала одной из лауреаток премии «25 лучших канадских иммигрантов 2014 года», присуждаемой Canadian Immigrant Magazine. В 2014 году она также была признана одной из 100 женщин Би-би-си.

## Ранняя жизнь и образование
Фара родилась в 1970 году в Уганде. Её родители нашли убежище в Канаде в 1972 году после изгнания индийцев из Уганды и поселились в Сент-Катаринс, Онтарио.
У Фары степень бакалавра гуманитарных наук Университета Куинса, а также степень магистра гуманитарных наук и почётного доктора права Университета Западного Онтарио.

## G(irls)20
В 2010 году она основала G(irls)20, ежегодное мероприятие, посвящённое расширению прав и возможностей женщин из каждой из стран G20 и Африки. Каждый год перед саммитом G20 G(irls)20 собирает женщин на неделю обучения лидерству и защиты интересов. Фара была генеральным директором G(irls)20 в течение 5 лет, пока не стала генеральным директором фонда Малала.